# Nomen novum
En taxonomía, se utiliza la expresión latina nomen novum (en latín, «nombre nuevo») para indicar un nombre científico que se crea específicamente para reemplazar otro que no puede usarse por razones técnicas, por ejemplo porque es un homónimo. No se aplica cuando se cambia un nombre por razones taxonómicas. Su abreviatura es nom. nov.

## Zoología
En zoología establecer un nuevo nombre sustitutivo es un acto de nomenclatura y debe proponerse expresamente la sustitución de un nombre previamente establecido y disponible.
A menudo el nombre más antiguo no se puede utilizar porque otro taxón se describió anteriormente con exactamente el mismo nombre. Por ejemplo, en 1913 Vasili Lindholm descubrió que el género Jelskia, establecido por Jules René Bourguignat en 1877 para un caracol de agua dulce europeo, no podía usarse porque otro autor, Władysław Taczanowski, había propuesto el mismo nombre en 1871 para un arácnido. Aunque Bourguignat alegó haber descrito el género en 1867, no hay evidencia de esto. Entonces Lindholm propuso el nombre de reemplazo Borysthenia. Este es un sinónimo objetivo de Jelskia porque tiene la misma especie tipo.